# Bottelmühle
Bottelmühle ist ein Gemeindeteil des Marktes Breitenbrunn im Landkreis Neumarkt in der Oberpfalz in Bayern.

## Geographie
Die Mühle lag in der Nähe der Breitenbrunner Wallfahrtskirche St. Sebastian an der Bachhaupter Laber. Topographisch wird der Ort noch als Weiler bezeichnet. 

## Geschichte
Die wohl im 13. Jahrhundert errichtete Bottelmühle hieß auch nur Bottel oder Bleichmühle (so 1836) bzw. nur Bleich; hier wurde in frühen Zeiten Leinwand gebleicht, später Getreide gemahlen.
Im Königreich Bayern (ab 1806) wurde die Ruralgemeinde Buch im oberpfälzischen Landgericht Neumarkt in der Oberpfalz (ab 1921 im Land-/Amtsgericht Hemau) gebildet, zu der neben Buch als Gemeindeteile das Dorf Rasch und die drei Einöden Froschau, St. Sebasti und die Bottelmühle zählten. Zuletzt zum Landkreis Parsberg gehörend, wurde die Gemeinde im Zuge der Gebietsreform in Bayern zum 1. Januar 1972 aufgelöst und die Gemeindeteile Buch, Froschau und das Areal der unbewohnten Bottelmühle in den Markt Breitenbrunn eingegliedert.
In der Bottelmühle lebten
- 1836 10 Einwohner (1 Haus),[3]
- 1871 9 Einwohner (4 Gebäude; Großviehbestand: 3 Pferde und 6 Stück Rindvieh),[4]
- 1900 6 Einwohner (1 Wohngebäude),[5]
- 1925 7 Einwohner (1 Wohngebäude).[6]

1831 hatte die Mühle, ausgestattet mit einem unterschlächtigen Wasserrad, ein Mahlwerk für zwei Mahlgänge. Ende der 1930er Jahre stürzte die inzwischen unbewohnte und baufällig gewordene Mühle in sich zusammen, der Schutt wurde weggeräumt, die Mühle nicht wieder errichtet.

## Kirchliche Verhältnisse
Die Bottelmühle gehörte seit altersher zur katholischen Pfarrei Breitenbrunn im Bistum Eichstätt. Hier wohnten 1937 noch drei Katholiken (und keine Nicht-Katholiken).